# Arycanda (geslacht)
Arycanda is een geslacht van vlinders van de familie spanners (Geometridae), uit de onderfamilie Ennominae.

## Soorten
- A. alternata Warren, 1902
- A. arycandata Walker, 1862
- A. benguetana Schultz, 1925
- A. brunneotacta Warren, 1907
- A. coelestis Bastelberger, 1908
- A. commixta Warren, 1906
- A. concussa Warren, 1903
- A. cuneiplena Swinhoe, 1900
- A. decorata Swinhoe, 1902
- A. discata Warren, 1897
- A. emolliens Walker, 1864
- A. evanescens Warren, 1899
- A. exul Herrich-Schäffer, 1858
- A. fasciata Warren, 1903
- A. flexilinea Warren, 1896
- A. fritillaria Warren, 1903
- A. fulviradiata Warren, 1906
- A. georgiata Guenée, 1858
- A. hypanis Cramer, 1779
- A. infans Warren, 1907
- A. leucoplethes Turner, 1947
- A. leugalea Prout, 1916
- A. mixtilinea Warren, 1907

- A. monochrias Meyrick, 1897
- A. obsoleta Warren, 1896
- A. pervasata Walker, 1862
- A. simulans Butler, 1884
- A. subfumosa Warren, 1897
- A. subradiata Warren, 1899
- A. tenebrica Prout, 1922
- A. umbrilinea Warren, 1907
- A. unicolor Warren, 1907
- A. vinaceostrigata Prout, 1916
- A. xanthogramma Prout, 1916
- A. xanthosoma Warren, 1899